# Bugaj (powiat wadowicki)
Bugaj – wieś w Polsce, położona w województwie małopolskim, w powiecie wadowickim, w gminie Kalwaria Zebrzydowska.
W latach 1975–1998 miejscowość należała administracyjnie do województwa bielskiego.

## Położenie
Wieś leży na Pogórzu Wielickim, położona jest na wysokości 300–420 m n.p.m., pomiędzy górą Żar (527 m n.p.m.) a Strońską Górą (508 m n.p.m.).
Dzieli się na dwie części:
- Bugaj Zakrzowski
- Bugaj Kalwaryjski przylegający do Sanktuarium pasyjno-maryjnego i dróżek kalwaryjskich.

Od XVIII/XIX w. osiedlała się ludność na gruntach położonych przy Dróżkach (pracownicy klasztoru, członkowie kapeli i milicji klasztornej itp.). W ten sposób powstał Bugaj Klasztorny (nazwany później Bugajem Kalwaryjskim).

## Integralne części wsi
| SIMC    | Nazwa           | Rodzaj    |
| ------- | --------------- | --------- |
| 0056638 | Jamnik          | część wsi |
| 0056644 | Podlas          | część wsi |
| 0056650 | Przy Klasztorze | część wsi |